# Fiat 128 Rally
La Fiat 128 Rally était une automobile à caractère sportif, dérivée de la berline Fiat 128 de série, fabriquée par le constructeur italien Fiat de 1971 à 1975.

## Histoire
Dès le lancement du projet de la Fiat 128 Coupé, la direction opérationnelle de Fiat savait que cette version Coupé aux caractéristiques réellement sportives ne pourrait, à elle seule, contrer les nouvelles concurrentes qu'étaient les versions sportives de famille, ces modèles sportifs dans des carrosseries de berlines de base que plusieurs constructeurs avaient lancé pour pallier leur manque de modèle réellement sportif. Il s'était créé un nouveau segment de marché avec des voitures aux allures normales mais disposant d'une puissance digne de la classe supérieure.
Pour ne pas laisser cette part de marché sans y être présent, en 1971 Fiat lance la 128 Rally, une version dérivée de la berline 2-portes avec des caractéristiques sportives.
Ce modèle reçut une motorisation qui était prête à être proposée sur la seconde série du modèle de base, prévue sous quelques mois. De plus, la Fiat 128 était proposée avec une carrosserie à deux portes et une à quatre portes. La demande de la version 2-portes était très inférieure à celle à quatre portes, ce qui permettrait de rétablir un certain équilibre entre ces carrosseries, surtout sur le marché italien, peu enclin à ce type de carrosserie pour une voiture familiale de ce gabarit.
La Fiat 128 Rally fut présentée lors du Salon de Genève au mois de mars 1971. Bien que ce modèle ait été conçu pour jouer un rôle tampon et provisoire en attendant les modèles de la seconde série, il remporte un réel succès auprès de la clientèle jeune de l'époque grâce à un prix compétitif mais surtout grâce à ses caractéristiques techniques et sportives.
La production de la 128 Rally se terminera en 1974, après le lancement d'un nouveau coupé familial, la Fiat 128 Coupé 3P, une version nouvelle du coupé regroupant la carrosserie du coupé, la fonctionnalité de la familiale avec hayon et les caractéristiques de la voiture sportive nerveuse à l'italienne.

## Description
Pour répondre aux désirs de cette nouvelle clientèle de voitures sportives de famille, la 128 Rally reprend la base de la berline en version 2-portes. (La Fiat 128 est une berline tricorps, le hayon n'existait pas en 1969). Par rapport à la version de base, les différences étaient relativement modestes surtout extérieurement, à part à l'avant avec des phares supplémentaires et le pare-chocs en trois parties et à l'arrière quatre feux ronds en lieu et place des feux rectangulaires. Les éléments de carrosserie étaient strictement les mêmes. Seule la partie mécanique avait subi de profondes modifications. Le moteur, une version 1,3 litre développant 67 ch DIN à 6 000 tr/min et un couple de 9 mkg à 4 000 tr/min, lui donnait des allures de vrai sportive.
L'équipement était revu avec un servofrein puissant. La vitesse dépassait les 150 km/h. L'équipement intérieur était complet bien que le mobilier soit repris à la berline de base mais avec l'adjonction d'un compte-tours, manomètre de pression d'huile et thermomètre d'eau. La finition avait également progressé avec des sièges enveloppants avec appuis-tête intégrés à l'avant. Elle offrait en série les vitres teintées, extrêmement rares à l'époque même sur des véhicules de haut de gamme, et la lunette dégivrante.
La berline Fiat 128 fut élue en 1970 voiture de l'année et représentait le summum de la tenue de route, du confort et de l'économie d'utilisation. C'était la référence de sa catégorie.
La Fiat 128 Rally était vendue à un prix compétitif, à peine 14/15 % de plus que la version 2-portes de base, ce qui constituait un sérieux avantages par rapport à ses concurrentes. La seule option était les jantes en alliage, peu recherchées à l'époque en France où ses concurrentes étaient la Simca 1000 et la Renault 8.
Pour marquer sa différence avec les versions de base, les teintes étaient réduites à : blanc, rouge-orangé, gris arctique et jaune moutarde. Aucune couleur métallisée n'était disponible. Le revêtement intérieur était en skaï noir.

### Caractéristiques techniques
- Généralités
  - carrosserie : berline 2-portes
  - position moteur : à l'avant
  - traction : avant
  - longueur : 3 886 mm
  - largeur : 1 588 mm
  - hauteur : 1 391 mm
  - empattement : 2 445 mm
  - voie avant/arrière : 1 308/1 313 mm
  - garde au sol : 145 mm
  - diamètre de braquage : 9,60 m
  - nombre de places : 5
  - volume du coffre : 370 l
  - poids à vide : 820 kg
  - volume réservoir carburant : 38 l
- Mécanique
  - moteur : Fiat type 128A, 4-cylindres en ligne à course courte
  - distribution : 2 soupapes par cylindre avec arbre à cames en tête
  - alimentation : 1 carburateur Weber 32 DMTR
  - cylindrée : 1 290 cm3, alésage × course = 86 × 55,5 mm
  - puissance : 67 ch DIN à 6 000 tr/min
  - couple : 8,98 mkg DIN à 4 000 tr/min
  - allumage :
  - installation électrique : 12 V
  - embrayage : monodisque à sec
  - boîte de vitesses : 4 rapports AV + MA
- Carrosserie
  - châssis : coque métallique autoporteuse
  - direction : crémaillère
  - suspension avant : roues indépendantes, bras transversaux oscillants, ressorts hélicoïdaux, barre stabilisatrice transversale, amortisseurs hydrauliques télescopiques
  - suspension arrière : roues indépendantes, bras triangulaires transversaux oscillants, lame transversale, amortisseurs hydrauliques télescopiques
  - freins : avant : à disques 226 mm, arrière : tambours 185 mm, commande hydraulique avec servofrein à dépression et limiteur de freinage sur train arrière. Frein à main mécanique sur roues arrière
  - pneumatiques : 145 HR x 13"
- Prestations
  - vitesse maximale : 152 km/h
  - accélération : 34 s 1000 m départ[Quoi ?] arrêté, 0-100 : 12,8 s
  - consommation : 90 km/h : 6,9 l/100 km, 120 km/h : 9,5 l/100 km, urbain : 8,5 l/100 km